# Crane (Indiana)
Crane város az USA Indiana államában, Martin megyében, Perry Township területén. Lakosainak száma 166 fő (2020. április 1.).

## Népesség
A település népességének változása:
| Lakosok száma | 339  | 184  | 166  |
|               | 1970 | 2010 | 2020 |